# Hunger Strike
"Hunger Strike" is een nummer van de Amerikaanse band Temple of the Dog. Het nummer werd uitgebracht op hun enige, naar de band vernoemde album uit 1991. Op 14 januari van dat jaar werd het nummer uitgebracht als de eerste single van het album.

## Achtergrond
"Hunger Strike" is geschreven door Soundgarden-zanger Chris Cornell. Het is opgenomen als een duet tussen Cornell en Pearl Jam-zanger Eddie Vedder. Cornell had moeite met de vocalen tijdens de repetities voor het nummer toen Vedder hem verving. Cornell zei hier later over dat "hij half dat nummer zong terwijl hij niet eens wist dat ik het deel daar wilde hebben, en hij zong het precies zoals ik het wilde zingen, op instinct." Het groeide uit tot het bekendste nummer van Temple of the Dog; het was tevens de eerste keer dat de stem van Vedder te horen was op een officiële opname.
Cornell vertelde over het nummer: "Toen we begonnen met repeteren voor de nummers, haalde ik "Hunger Strike" tevoorschijn en ik dacht dat het een albumtrack zou worden, het voelde niet echt als een nummer. Eddie was daar, hij wachtte voor een repetitie met Mookie Blaylock [de eerste naam van Pearl Jam] en ik zong stukken, en hij stapte nederig - maar met grote ballen - naar de microfoon en begon de lage delen voor mij te zingen omdat hij zag dat het wat moeilijk was. We deden dit voor een aantal refreinen en opeens had ik het idee in mijn hoofd, deze jongen is geweldig voor deze lage delen. Daarna schreef de geschiedenis zichzelf, dat werd de single."
Vedder zei over het nummer: "Het was in dezelfde week dat ik daar was [in Seattle aan het repeteren met Pearl Jam]. Op dag vier misschien, of dag vijf, deden zij een Temple [of the Dog]-repetitie na onze repetitie in de middag. Ik mocht kijken naar deze nummers, en mocht zien hoe Chris aan het werk was, en zag Matt [Cameron] op de drums. Vervolgens kwamen ze tot "Hunger Strike" - ik zat in de hoek en plakte duct tape op een kleine Afrikaanse drum. Op ongeveer twee derde van het nummer moest hij een regel afbreken en de volgende starten. Nu ben ik niet zelfverzekerd of eigenwijs, toen al helemaal niet, maar ik hoorde wat hij wilde doen, dus ik stapte naar de microfoon - ik ben erg verbaasd dat ik dat deed - en zong het andere deel, "Going hungry, going hungry". De volgende keer dat ik daar was, vroeg hij of ik het op wilde nemen, dus het was enkel Chris en ik in dezelfde studio als waar wij [Pearl Jams] Ten opnamen. Ik vind het leuk om dat nummer te horen. Ik vind dat ik er erg trots op kan zijn - omdat een, ik heb het niet geschreven, en twee, het was een mooie manier om voor het eerst op vinyl te horen te zijn. Ik ben Chris eeuwige dank verschuldigd dat ik uitgenodigd werd op dat nummer. Het was de eerste keer dat ik mezelf op een echte opname hoorde. Het kan weleens een van mijn favoriete nummers zijn waar ik op te horen ben - of de belangrijkste."
"Hunger Strike" werd uitgebracht als single op 14 januari 1991, maar kreeg weinig aandacht. In de zomer van 1992 realiseerde platenmaatschappij A&M Records dat het album in principe een samenwerking was tussen Soundgarden en Pearl Jam, die in de maanden ervoor doorbraken met hun respectievelijke albums Badmotorfinger en Ten. A&M besloot om het album opnieuw uit te brengen en om "Hunger Strike" te promoten als een single. Het werd uiteindelijk het meest succesvolle nummer van de band in de Amerikaanse rocklijsten, met een vierde plaats in de Mainstream Rock-lijst en een zevende plaats in de Modern Rock-lijst. Jim Guerinot, destijds vicepresident marketing van A&M, zei hierover: "Ik denk niet dat iemand geïnteresseerd was als "Hunger Strike" niet zo'n goed nummer was". Buiten de Verenigde Staten werd de single uitgebracht in Australië, Duitsland, Canada en het Verenigd Koninkrijk, waarbij het in de laatste twee landen de hitlijsten behaalde.
In de videoclip van het nummer, geregisseerd door Paul Rachman, is de band te zien terwijl zij het nummer spelen op een strand en in een bos. A&M Records besloot om deze eerder opgenomen video uit te brengen ter promotie van de singlerelease. De video is opgenomen in Discovery Park in Seattle; het West Point Light is ook te zien. In 2016 werd een nieuwe video uitgebracht ter promotie van een nieuwe remix van het nummer. In deze video, opgenomen in een oud schoolgebouw, zijn alleen Cornell en Vedder te zien. In live-optredens van Pearl Jam werd het nummer vaak gespeeld, terwijl Cornell het ook vaak speelde met zijn band Audioslave en tijdens solo-optredens. Een aantal keren hebben Cornell en Vedder het nummer ook samen live ten gehore gebracht tijdens gelegenheidsoptredens of optredens van Pearl Jam met Cornell als speciale gast.

## NPO Radio 2 Top 2000
| Nummer met noteringen in de NPO Radio 2 Top 2000 | '16 | '17 | '18  | '19 | '20  | '21  | '22  | '23  | '24  |
| ------------------------------------------------ | --- | --- | ---- | --- | ---- | ---- | ---- | ---- | ---- |
| Hunger Strike                                    | 752 | 754 | 1013 | 992 | 1103 | 1087 | 1093 | 1243 | 1077 |

1. ↑  Een vetgedrukt getal geeft de hoogste notering aan.
2. ↑  2016 was het eerste jaar met een notering voor dit nummer.